# James Church
James Church là bút danh của một tác giả người Mỹ chuyên viết sáu cuốn tiểu thuyết trinh thám kể về một cảnh sát Bắc Triều Tiên mang tên "Thanh tra O". Bìa sau các cuốn tiểu thuyết của Church ghi danh ông là "một cựu sĩ quan tình báo phương Tây với nhiều thập kỷ kinh nghiệm ở châu Á". Ông lớn lên ở San Fernando Valley tại nước Mỹ, và hơn sáu mươi tuổi vào năm 2009. Tên tuổi và danh tính của ông khá nổi tiếng trong cộng đồng những nhà quan sát Bắc Triều Tiên.
Tiểu thuyết "Thanh tra O" của ông được sự chào đón nồng nhiệt và sự ghi nhận từ giới chuyên gia châu Á vì đã đưa ra "một bức chân dung chi tiết và sắc thái khác thường" về xã hội Bắc Triều Tiên. Một ủy ban phê bình thuộc Hội Triều Tiên đã ca ngợi cuốn sách đầu tiên trong bộ truyện về tính hiện thực và khả năng truyền tải "bầu không khí ngột ngạt của một nhà nước độc tài". Tờ The Independent và Washington Post đã so sánh nhân vật chính trong bộ truyện này với Arkady Renko, Chánh Thanh tra Liên Xô trong cuốn tiểu thuyết Gorky Park của Martin Cruz Smith, vì đã cung cấp "góc nhìn sống động vào một đất nước bí ẩn".

## Tác phẩm
Bộ truyện trinh thám "Thanh tra O" do chi nhánh của Nhà xuất bản St. Martin's Press là Minotaur Books ấn hành tại Mỹ.
- A Corpse in the Koryo. 2006. ISBN 978-0-312-35208-0.
- Hidden Moon. 2007. ISBN 978-0-312-35209-7.
- Bamboo and Blood. 2008. ISBN 978-0-312-37291-0.
- The Man with the Baltic Stare. 2010. ISBN 978-0-312-37292-7.
- A Drop of Chinese Blood. 2012. ISBN 9780312550639.
- The Gentleman from Japan. 2016. ISBN 978-0-312-61431-7.